# Tantilla hendersoni
Tantilla hendersoni es una especie de serpiente que pertenece a la familia Colubridae. Es endémica del sur de Belice. Su hábitat natural es el bosque húmedo subtropical. Vive a 580 m s. n. m.. La especie es terrestre y fosorial.